# Pretty Good!
Pretty Good!（ぷりてぃーぐっど）は、新谷良子の2ndアルバム。2005年5月25日にLantisから発売された。

## 収録曲
1. ハートブレイカー
作詞：KENTA、作曲・編曲：宮崎誠
2. スィートサマー
作詞・作曲・編曲：R・O・N
3. Be my Darlin'(instrumental) 
作曲・編曲：宅見将典
4. 恋の構造
作詞：Funta＆りょーこ、作曲：太田雅友、編曲：宅見将典
5. わすれないよ
作詞：ゆうまお、作曲：Funta、編曲：宅見将典
6. Close your eyes(instrumental)
作曲・編曲：R・O・N
7. Chained Diary
作詞・作曲・編曲：R・O・N
8. Wonderstory
作詞・作曲：R・O・N、編曲：宅見将典
9. Pretty Good!
作詞：しんたにりょーこ、作曲：伊東大和、編曲：R・O・N
10. はじめて
作詞・作曲：meg rock、編曲：長谷川智樹
11. Tomorrow(new)
作詞・作曲・編曲：R・O・N
12. ヒットパレード194
作詞：KENTA、作曲・編曲：宅見将典
13. ラストソング
作詞・作曲：R・O・N、編曲：宅見将典